# Pueblo baré

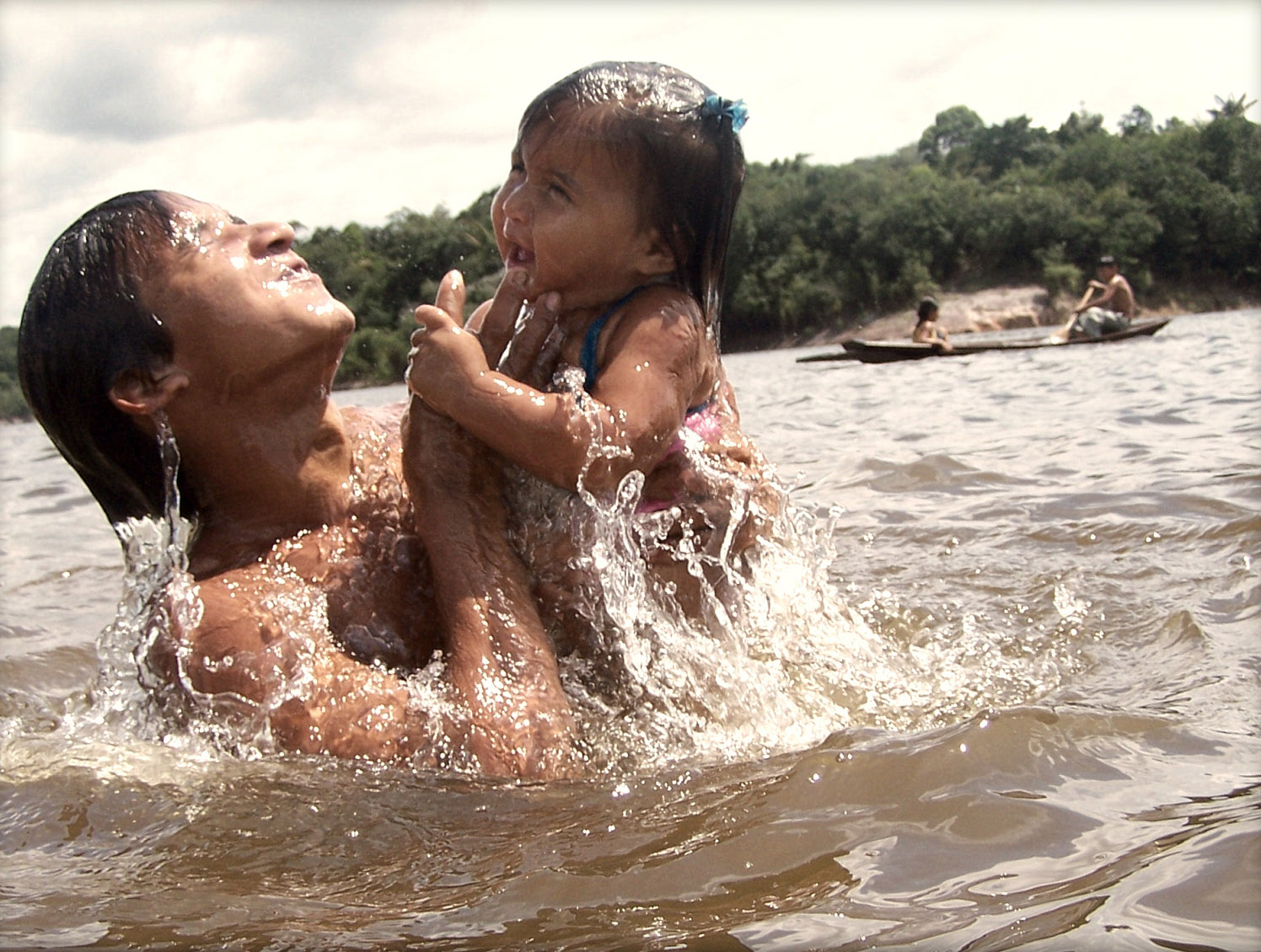
Gente Baré bañándose en el río Cuieiras

Los baré, o hanera, y los werekena son pueblos indígenas emparentados del noroeste de Brasil y Venezuela. Durante muchos años sufrieron la explotación violenta de comerciantes portugueses y españoles, que los obligaban a trabajar como esclavos por deudas. Se desplazaban a menudo para intentar evitar a los mercaderes. En la actualidad, la mayoría vive de la agricultura, la caza, la pesca y la recolección, y extrae fibra de piasava para obtener ingresos con los que comprar bienes a los comerciantes.